# A vadász (film, 2006)
A vadász (eredeti cím: Wilderness) 2006-ban bemutatott brit-ír horrorfilm, melyet Michael J. Bassett rendezett. A főszereplők  Sean Pertwee, Alex Reid, Toby Kebbell, Karly Greene és Lenora Crichlow.
Brit premierje a Belfast Filmfesztiválon volt 2006. április 1-én.

## Cselekmény
Callum megérkezik a fiatalkorúak létesítményébe, amelyet egy Jed nevű férfi vezet és a csoport tagjai Steve, Blue, Jethro, Lindsay, Davie és Lewis. A csoport hamarosan nehéz helyzetbe hozza Davie-t és Lindsay-t, amikor Davie nem engedelmeskedik Steve kéréseinek, ekkor Steve és Lewis megalázza mindkettejüket azáltal, hogy rájuk pisil. Callum késő este felfedezi, hogy Davie öngyilkosságot követett el (felvágta az ereit). Davie apja megtudja az öngyilkosságot, és a csoportot Jeddel együtt egy szigetre küldik csapatépítő gyakorlatokra. Megérkezés után a csoport észrevesz valami furcsát.

## Szereplők
| Szereplő | Színész         | Magyar hang     |
| -------- | --------------- | --------------- |
| Jed      | Sean Pertwee    | Megyeri János   |
| Callum   | Toby Kebbell    | Sótonyi Gábor   |
| Blue     | Adam Deacon     | Szatmári Attila |
| Jethro   | Richie Campbell | Varga Rókus     |
| Steve    | Stephen Wight   | Maday Gábor     |
| Lewis    | Luke Neal       | Magyar Bálint   |
| Lindsay  | Ben McKay       | Bor László      |
| Louise   | Alex Reid       | Agócs Judit     |
| Mandy    | Lenora Crichlow | Wégner Judit    |
| Jo       | Karly Greene    | Árkosi Kati     |